# Беннетт, Джефф
Джеффри Гленн «Джефф» Беннетт (англ. Jeffrey Glenn “Jeff” Bennett; род. 2 октября 1962, Хьюстон) — американский актёр озвучивания.

## Биография
Джефф Беннетт родился 2 октября 1962 года в Хьюстоне. Впервые попробовал себя как актёра озвучивания в 1984 году (англоязычный дубляж персонажа Гикури в аниме «Навсикая из Долины ветров»), затем в 1989 году (англоязычный дубляж персонажа отец Кики в аниме «Ведьмина служба доставки»), и с 1991 года регулярно озвучивает разнообразных персонажей мультфильмов и видеоигр. Наиболее известен зрителю озвучиванием Джонни Браво в одноимённом мультсериале, где голос актёра почти неотличим от голоса Элвиса Пресли.

## Награды и номинации
- 1995 — «Энни» в категории «Озвучивание в анимации» за роль в мультсериале «Джонни Браво» — номинация.
- 1997 — «Энни» в категории «Лучшее индивидуальное достижение в озвучивании на ТВ» за роль в мультсериале «Джонни Браво» — номинация.
- 2003 — англ. DVD Exclusive Awards в двух категориях за роли в мультфильмах «Том и Джерри: Волшебное кольцо» и «Земля до начала времён 9: Путешествие к Большой Воде» — обе номинации.
- 2011 — «Энни» в категории «Лучшее озвучивание в анимации на ТВ» за роль в мультсериале «Фанбой и Чам-Чам» — номинация.
- 2012 — Дневная премия «Эмми» в категории «Выдающаяся работа в анимационной программе» за роль в мультсериале «Пингвины из Мадагаскара» — номинация.
- 2012 — «Энни» в категории «Озвучивание на ТВ» за роль в мультсериале «Пингвины из Мадагаскара» — победа.
- 2013 — «Энни» в категории «Озвучивание в анимации на ТВ и другом вещании» за роль в мультсериале «Турбо-Агент Дадли» — номинация.

## Избранные работы
С 1991 года по настоящее время (октябрь 2023 года) Джефф Беннетт озвучил персонажей более чем 590 фильмов, мультфильмов и компьютерных игр.

### Озвучивание мультфильмов

#### 1984—1999
- 1984 — Навсикая из Долины ветров / 風の谷のナウシカ — Гикури (англоязычный дубляж)
- 1989 — Ведьмина служба доставки / 魔女の宅急便 — отец Кики (англоязычный дубляж)
- 1992 — Натуральная мультяшность / Raw Toonage — Нервный, собака (в двенадцати эпизодах)
- 1992—1993 — Бэтмен / Batman — разные роли (в шести эпизодах)
- 1992—1994 — Русалочка / The Little Mermaid — принц Эрик (в трёх эпизодах)
- 1993 — Два глупых пса / 2 Stupid Dogs — разные роли (в трёх эпизодах)
- 1993 — Чокнутый / Bonkers — разные роли (в двадцати трёх эпизодах)
- 1993, 1996 — Мыши-байкеры с Марса / Biker Mice from Mars — Камамбер / Мейс (в трёх эпизодах)
- 1993—1998 — Озорные анимашки / Animaniacs — разные роли (в тридцати пяти эпизодах)
- 1994 — Возвращение Джафара / The Return of Jafar — вор
- 1994 — Земля до начала времён 2: Приключения в великой долине / The Land Before Time II: The Great Valley Adventure — Петри / Оззи
- 1994—1995 — Аладдин / Aladdin — Амин Димула / Мозенрат (в шести эпизодах)
- 1994, 1996 — Фантом 2040 / Phantom 2040 — разные роли (в четырёх эпизодах)
- 1994—1996 — Гаргульи / Gargoyles — разные роли (в сорока шести эпизодах)
- 1995 — Земля до начала времён 3: В поисках воды / The Land Before Time III: The Time of the Great Giving — Петри / Матт / игуанодонт
- 1995—1996 — Маска[англ.] / The Mask: The Animated Series — разные роли (в шести эпизодах)
- 1995—1997 — Фриказоид! / Freakazoid! — разные роли (в шестнадцати эпизодах)
- 1995—1998 — Пинки и Брейн / Pinky and the Brain — разные роли (в двадцати четырёх эпизодах)
- 1995—1999 — Король Лев: Тимон и Пумба / Timon & Pumbaa — разные роли (в семнадцати эпизодах)
- 1996 — Джеймс и гигантский персик / James and the Giant Peach — гусеница (исполнение песен, в титрах не указан)
- 1996 — Земля до начала времён 4: Земля Туманов / The Land Before Time IV: Journey Through the Mists — Петри / Ичи
- 1996—2003 — Лаборатория Декстера / Dexter’s Laboratory — разные роли (в шестидесяти шести эпизодах)
- 1997 — Красавица и Чудовище: Чудесное Рождество / Beauty and the Beast: The Enchanted Christmas — Топор
- 1997 — Земля до начала времён 5: Таинственный остров / The Land Before Time V: The Mysterious Island — Петри / мистер Клабтейл
- 1997—1998 — 101 далматинец / 101 Dalmatians: The Series — разные роли (в шестидесяти четырёх эпизодах)
- 1997—1999 — Новые приключения Бэтмена / The New Batman Adventures — разные роли (в шести эпизодах)
- 1997—2004 — Джонни Браво / Johnny Bravo — Джонни Браво (в шестидесяти двух эпизодах)
- 1998 — Покахонтас 2: Путешествие в новый мир / Pocahontas II: Journey to a New World — второстепенные персонажи
- 1998 — Геркулес / Hercules — второстепенные персонажи (в трёх эпизодах)
- 1998 — Земля до начала времён 6: Тайна Скалы Динозавра / The Land Before Time VI: The Secret of Saurus Rock — Петри / Спайк
- 1998—2005 — Суперкрошки / The Powerpuff Girls — Эйс, разные роли (в двадцати двух эпизодах)
- 1999 — Секретные материалы псов-шпионов / The Secret Files of the Spy Dogs — разные роли (в четырёх эпизодах)

#### 2000—2009
- 2000 — Скуби-Ду и нашествие инопланетян / Scooby-Doo and the Alien Invaders — Лестер
- 2001 — Леди и Бродяга 2 / Lady and the Tramp II: Scamp’s Adventure — Бродяга / Джок, скотч-терьер / второстепенные персонажи
- 2001 — Земля до начала времён 7: Камень Холодного Огня / The Land Before Time VII: The Stone of Cold Fire — Петри / Спокс
- 2001 — Дом злодеев. Мышиный дом / Mickey’s House of Villains — продавец
- 2001 — Земля до начала времён 8: Великая стужа / The Land Before Time VIII: The Big Freeze — Петри / коритозавр
- 2001—2002 — Мышиный дом / Disney’s House of Mouse — разные роли (в двадцати трёх эпизодах)
- 2001—2003 — Легенда Тарзана[англ.] / The Legend of Tarzan — профессор Архимед Кью. Портер (в тридцати двух эпизодах)
- 2001—2004 — Самурай Джек / Samurai Jack — разные персонажи (в тринадцати эпизодах)
- 2002 — Питер Пэн 2: Возвращение в Нетландию / Return to Never Land — пираты
- 2002 — Балто 2: В поисках волка / Balto II: Wolf Quest — Як
- 2002 — Том и Джерри: Волшебное кольцо / Tom and Jerry: The Magic Ring — Том
- 2002 — Тарзан и Джейн / Tarzan & Jane — профессор Архимед Кью. Портер
- 2002 — Земля до начала времён 9: Путешествие к Большой Воде / The Land Before Time IX: Journey to Big Water — Петри
- 2002—2005 — Что новенького, Скуби-Ду? / What’s New, Scooby-Doo? — разные роли (в девяти эпизодах)
- 2002—2007 — Ким Пять-с-Плюсом / Kim Possible — второстепенные персонажи (в одиннадцати эпизодах)
- 2002—2008 — Пароль: «Соседские ребятишки» / Codename: Kids Next Door — второстепенные персонажи (в двадцати шести эпизодах)
- 2003 — 101 далматинец 2: Приключения Патча в Лондоне / 101 Dalmatians II: Patch's London Adventure — Джаспер
- 2003 — Книга джунглей 2 / The Jungle Book 2 — второстепенные персонажи
- 2003 — Скуби-Ду и легенда о вампире / Scooby-Doo! and the Legend of the Vampire — Джаспер Риджуэй / Джек / телохранитель
- 2003 — Земля до начала времён 10: Великая миграция Длинношеих / The Land Before Time X: The Great Longneck Migration — Петри
- 2003—2005 — Дак Доджерс / Duck Dodgers — разные роли (в семи эпизодах)
- 2003—2006 — Лило и Стич / Lilo & Stitch — разные роли (в семи эпизодах)
- 2003—2006 — Приключения Джимми Нейтрона, мальчика-гения / The Adventures of Jimmy Neutron: Boy Genius — разные роли (в шести эпизодах)
- 2004 — Скуби-Ду и тайна лох-несского чудовища / Scooby-Doo! and the Loch Ness Monster — разные роли
- 2004 — Три мушкетёра: Микки, Дональд и Гуфи / Mickey, Donald, Goofy: The Three Musketeers — братья Гавс / второстепенные персонажи
- 2004—2005 — Megas XLR — разные роли (в трёх эпизодах)
- 2004—2005 — Дэйв-варвар / Dave the Barbarian — рассказчик за кадром (в двадцати одном эпизоде)
- 2004—2007, 2009 — Фостер: Дом для друзей из мира фантазий / Foster’s Home for Imaginary Friends — разные роли (в пяти эпизодах)
- 2005 — Том и Джерри: Полёт на Марс / Tom and Jerry: Blast Off to Mars — доктор Глакман / марсианский стражник / президент
- 2005 — Земля до начала времён 11: Вторжение Мелкозавров / The Land Before Time XI: Invasion of the Tinysauruses — Петри
- 2005 — Жизнь и приключения Джунипер Ли / The Life and Times of Juniper Lee — разные роли (в пяти эпизодах)
- 2005 — Том и Джерри: Быстрый и пушистый / Tom and Jerry: The Fast and the Furry — Стид Дёркли
- 2005 — Бэтмен против Дракулы / The Batman vs. Dracula — второстепенные персонажи
- 2005 — Похождения императора 2: Приключения Кронка / Kronk’s New Groove — разные роли
- 2005—2006 — Бэтмен / The Batman — разные роли (в четырёх эпизодах)
- 2005—2007 — Американский дракон: Джейк Лонг / American Dragon: Jake Long — разные роли (в тридцати семи эпизодах)
- 2005—2008 — Лагерь Лазло / Camp Lazlo — разные роли (в тридцати одном эпизоде)
- 2006 — Любопытный Джордж / Curious George — продавец
- 2006 — Астерикс и викинги / Astérix et les Vikings — Гетафикс / рассказчик за кадром (в англоязычном дубляже)
- 2006 — Лерой и Стич / Leroy & Stitch — доктор Жак фон Хаамстервель
- 2006 — Сказания Земноморья / ゲド戦記 — второстепенные персонажи (в англоязычном дубляже)
- 2006 — Братец медвежонок 2 / Brother Bear 2 — Атка
- 2006 — Земля до начала времён 12: Великий День Птиц / The Land Before Time XII: The Great Day of the Flyers — Петри / брат Петри
- 2006—2007 — Шэгги и Скуби-Ду ключ найдут! / Shaggy & Scooby-Doo Get a Clue! — второстепенные персонажи (в восьми эпизодах)
- 2006, 2008 — Новая школа императора / The Emperor's New School — Ипи / Топо (в трёх эпизодах)
- 2006—2008 — Гетто / The Boondocks — разные персонажи (в пяти эпизодах)
- 2006—2009 — На замену / The Replacements — разные персонажи (в семидесяти четырёх эпизодах)
- 2007 — Волшебные истории принцесс Диснея: Следуй за мечтой / Disney Princess Enchanted Tales: Follow Your Dreams — герцог / король Хьюберт / второстепенные персонажи
- 2007 — Земля до начала времён 13: Сила дружбы / The Land Before Time XIII: The Wisdom of Friends — Петри
- 2007—2008 — Земля до начала времён / The Land Before Time — Петри (в двадцати шести эпизодах)
- 2007—2008 — Так и волшебная сила Жужу / Tak and the Power of Juju — разные персонажи (в пяти эпизодах)
- 2007—2009 — Transformers Animated — разные персонажи (в тридцати девяти эпизодах)[1]
- 2007—2010 — Чаудер / Chowder — разные персонажи (в шести эпизодах)
- 2008 — Русалочка: Начало истории Ариэль / The Little Mermaid: Ariel’s Beginning — Бенджамин, ламантин / стражники, рыбы-мечи
- 2008 — Феи / Tinker Bell — фея Клэнк
- 2008 — Космос: Территория смерти / Dead Space: Downfall — Леджио / Доббс / Джексон
- 2008 — Финес и Ферб / Phineas and Ferb — второстепенные персонажи (в трёх эпизодах)
- 2008 — Вольт / Bolt — Ллойд
- 2008—2009 — Новые приключения Человека-паука / The Spectacular Spider-Man — второстепенные персонажи (в девяти эпизодах)
- 2008—2009 — Рога и копыта. Возвращение / Back at the Barnyard — второстепенные персонажи (в семи эпизодах)
- 2008—2010 — Семейство Сатурдей / The Secret Saturdays — второстепенные персонажи (в шести эпизодах)
- 2008—2010 — Бен-10: Инопланетная сила / Ben 10: Alien Force — второстепенные персонажи (в тринадцати эпизодах)
- 2008—2010 — Удивительные злоключения Флэпджека / The Marvelous Misadventures of Flapjack — разные персонажи (в сорока восьми эпизодах)
- 2008—2015 — Пингвины из Мадагаскара / The Penguins of Madagascar — Ковальски / Чак Чарльз / голос компьютера / прочие персонажи (в восьмидесяти эпизодах)
- 2009 — Феи: Потерянное сокровище / Tinker Bell and the Lost Treasure — фея Клэнк / фея Гэри / тролль Лич
- 2009 — Захватывающий мир Эль Супербеасто / The Haunted World of El Superbeasto — Нерди Пэтрон
- 2009—2011 — Бэтмен: отважный и смелый / Batman: The Brave and the Bold — Джокер[2] / Капитан Марвел / Абракадабра / второстепенные персонажи (в двадцати одном эпизоде)
- 2009—2011 — Фанбой и Чам-Чам / Fanboy and Chum Chum — разные роли (в пятнадцати эпизодах)

#### 2010 — настоящее время
- 2010 — Lego: Приключения Клатча Пауэрса Lego: The Adventures of Clutch Powers — Берни фон Бим / Арти Фол
- 2010 — Сорвиголова Кик Бутовски / Kick Buttowski: Suburban Daredevil — Билли Стампс (в трёх эпизодах)
- 2010 — Феи: Волшебное спасение / Tinker Bell and the Great Fairy Rescue — фея Клэнк / водитель
- 2010 — Сезон охоты 3 / Open Season 3 — граф
- 2010—2011 — Планета Шина / Planet Sheen — второстепенные персонажи (в десяти эпизодах)
- 2010—2012 — Бен-10: Инопланетная сверхсила / Ben 10: Ultimate Alien — второстепенные персонажи (в двенадцати эпизодах)
- 2010—2012 — Обычный мультик / Regular Show — разные роли (в восьми эпизодах)
- 2010—2012 — Турбо-Агент Дадли / T.U.F.F. Puppy — разные роли (в восьми эпизодах)
- 2010, 2012 — Скуби-Ду! Мистическая корпорация / Scooby-Doo! Mystery Incorporated — разные роли (в четырёх эпизодах)
- 2011 — Финес и Ферб: Покорение 2-го измерения / Phineas and Ferb The Movie: Across the 2nd Dimension — второстепенные персонажи
- 2011 — Бэтмен: Год первый / Batman: Year One — Альфред Пенниуорт
- 2011—2012 — Дэн против / Dan Vs. — разные роли (в двенадцати эпизодах)
- 2011—2013 — Юная Лига Справедливости / Young Justice — разные роли (в десяти эпизодах)
- 2012—2014 — Аватар: Легенда о Корре / The Legend of Korra — второстепенные персонажи (в пятидесяти одном эпизоде)
- 2012 — Феи: Тайна зимнего леса / Secret of the Wings — фея Дьюи
- 2012 — Франкенвини / Frankenweenie — гигантские морские обезьяны (в титрах не указан)
- 2012—2013 — Зелёный Фонарь / Green Lantern — Томар-Ре / герцог Найджел Фортенберри (в трёх эпизодах)
- 2013 — Кумба / Khumba — Кролик

### Озвучивание видеоигр
- 1993 — Ларри 6 / Leisure Suit Larry 6: Shape Up or Slip Out! — Гэри
- 1993 — Габриэль Найт: Грехи отцов / Gabriel Knight: Sins of the Fathers — разные персонажи
- 1995 — Стоункип / Stonekeep — Марф / Уинкл
- 1996 — Toonstruck[англ.] — разные персонажи
- 1997 — Fallout — Локсли
- 1998 — Врата Болдура / Baldur’s Gate — разные персонажи
- 2000 — Побег с Острова обезьян / Escape from Monkey Island — Марко Поло
- 2001 — Врата Болдура: Трон Бааля / Baldur’s Gate II: Throne of Bhaal — разные персонажи
- 2001 — Star Wars: Galactic Battlegrounds — Джанго Фетт / десантник-клон
- 2002 — Королевство сердец / Kingdom Hearts — мэр Хэллоуинтауна[3] / пират Сми[4] / «Бочонок»[5]
- 2002 — Star Wars Jedi Knight II: Jedi Outcast — Кайл Катарн / офицер десантников-штурмовиков
- 2003 — Star Wars Jedi Knight: Jedi Academy — Кайл Катарн / саботажник
- 2005 — Королевство сердец 2 / Kingdom Hearts II — Мерлин / Люмьер, чайник[6] / «Бочонок» (в англоязычном дубляже)
- 2006 — Легенда о Спайро: Новое начало / The Legend of Spyro: A New Beginning — разные персонажи
- 2007 — Легенда о Спайро: Вечная ночь / The Legend of Spyro: The Eternal Night — разные персонажи
- 2008 — Легенда о Спайро: Рождение дракона / The Legend of Spyro: Dawn of the Dragon — Сирил
- 2010 — Королевство Сердец: Рождение сном / Kingdom Hearts Birth by Sleep — Мерлин / пират Сми / гном
- 2010 — Эпический Микки / Epic Mickey — пират Сми
- 2011 — Star Wars: The Old Republic — Дарт Реван
- 2012 — Kingdom Hearts 3D: Dream Drop Distance — братья Гавс / Джузеппе[7]
- 2012 — Эпический Микки 2: Две легенды / Epic Mickey 2: The Power of Two — пират Сми

### Озвучивание фильмов
- 2003 — Инспектор Гаджет 2 / Inspector Gadget 2 — Брайан
- 2007 — Зачарованная / Enchanted — Пип, бурундук
- 2009 — Доктор Дулиттл 5 / Dr. Dolittle Million Dollar Mutts — принцесса / Рокко / лягушка / лошадь
- 2010 — Кошки против собак: Месть Китти Галор / Cats & Dogs: The Revenge of Kitty Galore — Дункан Макдугалл, Гарфилд Макдугалл